# الدوري السلوفيني لكرة القدم 1973–74
الدوري السلوفيني لكرة القدم 1973–74 هو موسم من الدوري السلوفيني لكرة القدم ‏. فاز فيه NK Rudar Trbovlje ‏.